# Quidam (album)
Quidam è il primo album in studio del gruppo musicale polacco omonimo, pubblicato nell'aprile 1996 dalla Ars Mundi.

## Descrizione
Il debutto dei Quidam si compone di nove brani principalmente rock progressivo, pur non tralasciando alcuni di stampo più pop o neoprogressive, specialmente in quelli di durata minore.

## Tracce
1. Sanktuarium – 8:57 (testo: Jarek Szajerski, Emila Derkowska – musica: Jarek Szajerski, Zbyszek Florek, Maciek Meller)
2. Choćbym – 7:05 (testo: Wojtek Szadkowski – musica: Radek Scholl, Zbyszek Florek, Maciek Meller)
3. Bajkowy – 3:42 (testo: Danka Niewiadomska – musica: Zbyszek Florek, Maciek Meller)
4. Głęboka rzeka – 8:03 (testo: Sebastian Chosinsky – musica: Emila Derkowska, Zbyszek Florek, Maciek Meller)
5. Nocne widziadła – 7:21 (testo: Zbyszek Florek – musica: Zbyszek Florek, Maciek Meller)
6. Niespełnienie – 9:44 (testo: Michal Wojciechowski, Wojtek Szadkowski – musica: Zbyszek Florek, Maciek Meller)
7. Warkocze – 4:07 (testo: Monika Dziewiałtowska-Gintowt – musica: Zbyszek Florek, Maciek Meller)
8. Bijące serca – 1:53 (musica: Zbyszek Florek, Maciek Meller)
9. Płonę – 14:09 (testo: Wojtek Szadkowski – musica: Rafał Jermakow, Zbyszek Florek, Maciek Meller)

Traccia multimediale nella riedizione del 2005
1. Warkocze (Video)

Rzeka wspomnień – CD bonus nella riedizione del 2006
1. Irish Air (Demo) – 1:55
2. Szukając szczęścia – 6:25
3. Kolęda nocka – 4:55
4. Los – 4:54
5. Śniłem – 4:23
6. Horizons (Live) – 1:49
7. White Rider (Live) – 9:59
8. Modlitwa – 7:19
9. Czas – 5:35
10. Rzeka Wspomnień – 5:16
11. Perły Z Lamusa (Live Video)
12. Sanktuarium (Live Video)
13. Beznogi Mały Ptak (Promo Video)

## Formazione
Hanno partecipato alle registrazioni, secondo le note di copertina:
Gruppo
- Emila Derkowska – arrangiamento, voce, cori, violoncello, flauto dolce
- Ewa Smarzynska – arrangiamento, flauto dolce e traverso
- Zbyszek Florek – arrangiamento, tastiera
- Maciek Meller – arrangiamento, chitarra
- Radek Scholl – arrangiamento, basso
- Rafał Jermakow – arrangiamento, batteria, percussione, tamburello

Altri musicisti
- Monika Margielewska – oboe (tracce 1 e 7)
- Mirek Gil – assolo di chitarra (traccia 2)
- Kamila Kamińska – cori (traccia 4)

Produzione
- Wojtek Szadkowski – produzione, copertina, logo
- Mieczysław Stoch – produzione, copertina
- Zbyszek Florek – produzione
- Krzysiek Palczewski – registrazione, missaggio
- Quidam – missaggio
- Dorota Błaszczak – mastering
- Katarzyna Potkańska – dipinto copertina
- Franek Toczyński – fotografia